# 丹羽郡
- 令制国一覧 > 東海道 > 尾張国 > 丹羽郡
- 日本 > 中部地方 > 愛知県 > 丹羽郡

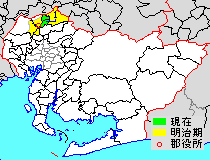
愛知県丹羽郡の位置（1.大口町 2.扶桑町）

丹羽郡（にわぐん）は、愛知県（尾張国）の郡である。
人口58,237人、面積24.8km²、人口密度2,348人/km²。（2025年2月1日、推計人口）
以下の2町を含む。
- 大口町（おおぐちちょう）
- 扶桑町（ふそうちょう）

## 郡域
1878年（明治11年）に行政区画として発足した当時の郡域は、上記2町のほか、下記の区域にあたる。
- 一宮市の一部（概ね多加木、丹陽町多加木、森本、丹陽町森本、馬見塚、大赤見、赤見、丹羽、時之島、瀬部より南東[注釈 1]）
- 犬山市の全域
- 江南市の大部分（松竹町各町、前飛保町各町、村久野町各町、小杁町各町以北を除く）
- 岩倉市の全域

## 歴史

### 郡名の由来
地名は飛鳥時代以前から見え、古くは｢迩波｣「尓破」「尓波」「邇波」など様々な表記がされた。語源については、「丹（に）」の一字で｢赤土・粘土｣を意味するという説がある。

### 古代
『先代旧事本紀』によれば、大化の改新以前は邇波県（にわのあがた）が置かれており、邇波県主が支配する地域であったらしい。7世紀後半の評制下では、邇波県を継承したと推定される尓破評（にわのこおり）が設置されていた。奈良県明日香村の石神遺跡からは「尓破評佐匹部」と書かれた木簡が見つかっている。その後701年の大宝律令の制定により評が郡となり、丹羽郡が成立した。奈良期の文献では「丹羽郡」「丹波郡」「尓波郡」など表記に揺れがある。平安中期成立の『延喜式』や『和名類聚抄』では「丹羽郡」と表記しており、この頃までには「丹羽郡」という表記が定着していたようである。

#### 郷
平安中期成立の『和名類聚抄』に「丹羽郡」の郷として掲載されているのは以下の通り。
- 吾鬘（あずら）
- 稻木（いなき）
- 上春（かみはる）
- 丹羽（にわ）
- 穗積（ほづみ）
- 大桑（おおくわ）
- 下沼（しもつぬ）
- 上沼（かみつぬ）
- 前刀（さきと）
- 小弓（おゆみ）
- 小野（おの）
- 小口（おぐち）

#### 式内社
『延喜式』神名帳に記される郡内の式内社。
| 神名帳                            | 神名帳       | 神名帳 | 神名帳         | 比定社                     | 比定社                     | 比定社     | 集成 |
| 社名                              | 読み         | 格     | 付記           | 社名                       | 所在地                     | 備考       | 集成 |
| --------------------------------- | ------------ | ------ | -------------- | -------------------------- | -------------------------- | ---------- | ---- |
| 尾張国丹羽郡 1座（大） 21座（小） |              |        |                |                            |                            |            |      |
| 阿豆良神社                        | アツラノ     | 小     |                | 阿豆良神社                 | 愛知県一宮市あずら         |            |      |
| 田県神社                          | タカタノ     | 小     |                | 田縣神社                   | 愛知県小牧市田県町         |            |      |
| 稲木神社                          | イナキノ     | 小     |                | （論）稲木神社             | 愛知県江南市寄木町         |            |      |
| 稲木神社                          | イナキノ     | 小     | （論）天神社   | 愛知県犬山市犬山           |                            |            |      |
| 石作神社                          | イシツクリノ | 小     |                |                            |                            |            |      |
| 伊賀々原神社                      | イカカハラノ | 小     |                |                            |                            |            |      |
| 山那神社                          | ヤマナノ     | 小     |                | （論）山那神社             | 愛知県丹羽郡扶桑町山那     |            |      |
| 山那神社                          | ヤマナノ     | 小     | （論）山那神社 | 愛知県丹羽郡扶桑町南山名森 |                            |            |      |
| 尓波神社                          | ニハノ       | 小     |                | 爾波神社                   | 愛知県一宮市丹羽           |            |      |
| 前利神社                          | サキトノ     | 小     |                | 前利神社                   | 愛知県丹羽郡扶桑町斎藤     |            |      |
| 諸鑺神社                          | モロクハノ   | 小     |                |                            |                            |            |      |
| 阿具麻神社                        | アクマノ     | 小     |                | 阿具麻神社                 | 愛知県一宮市千秋町天摩惣神 |            |      |
| 針綱神社                          | ハリツナノ   | 小     |                | 針綱神社                   | 愛知県犬山市犬山           |            |      |
| 生田神社                          | イクタノ     | 小     |                |                            |                            |            |      |
| 宅美神社                          | タクミノ     | 小     |                |                            |                            |            |      |
| 鳴海杻神社                        | ナルミ-      | 小     |                |                            |                            |            |      |
| 削栗神社                          | ケツリクリノ | 小     |                |                            |                            |            |      |
| 託美神社                          | タクミノ     | 小     |                |                            |                            |            |      |
| 虫鹿神社                          | ムシカノ     | 小     |                | 虫鹿神社                   | 愛知県犬山市前原           |            |      |
| 立野神社                          | タチノノ     | 小     |                |                            |                            |            |      |
| 井出神社                          | ヰテノ       | 小     |                |                            |                            |            |      |
| 小口神社                          | ヲクチノ     | 小     |                |                            |                            |            |      |
| 塩道神社                          | シホミチノ   | 小     |                |                            |                            |            |      |
| 大県神社                          | オホアカタノ | 名神大 |                | 大縣神社                   | 愛知県犬山市宮山           | 尾張国二宮 |      |
| 凡例を表示                        |              |        |                |                            |                            |            |      |

### 近世以降の沿革
- 『旧高旧領取調帳』に記載されている明治初年時点での支配は以下の通り。●は村内に寺社領が存在。（132村）

| 知行   | 知行             | 村数 | 村名 |
| ------ | ---------------- | ---- | --- |
| 藩領   | 尾張名古屋藩     | 95村 | 楽田村、楽田入鹿原新田、清右衛門新田、外坪村、下野原新田、羽根村、上野村、高木村、●南山名村、北山名村、下般若村、山尻村、江森村、斎藤村、柏森村、余野村、前野村、高屋村、北高屋村、宮後村、山王村、石枕村、力長村、今市場村、尾崎村、北野村、赤童子村、木賀村、東大海道村、寄木村、安良村、大屋敷村、伝右衛門新田、八左衛門新田、長桜村、宗雲新田、長桜替地新田、三右衛門新田、又助新田、九郎右衛門新田、御供所村、小折村、小折田郷新田、小折田新田、●五明村、花地村、勝栗村、穂積塚本村、加納馬場村、曽本村、井上村、八剱村、神野村、石仏村、芝原村、佐野村、浮野村、熊代村、下奈良村、下奈良村酉新田、上奈良村、東野村、●島宮村、瀬部村、時之島村、定水寺村、西大海道村、柚木颪村、馬見塚村、●大赤見村、小赤見村、北小淵村、南小淵村、浅野村、平島村、吾鬘村、外崎村、羽根村、天摩村、町屋村、小山村、塩尻村、重吉村新田、三ツ井村、北島村、九日市場村、五日市場村、伝法寺村、野寄村、川井村、曽野村、猿海道村、多加木村、丹羽村、森本村 |
| 藩領   | 尾張犬山藩       | 20村 | 岩倉羽根村、富岡村、橋爪村、五郎丸村、●丸山新田、栗栖村、善師野村、塔之地村、前原新田、南野新田、今井村、十吉新田、羽黒村、羽黒新田、富士村、重吉村、楽田新田、橋爪新田、木津村、●二之宮村 |
| 藩領   | 美濃今尾藩       | 2村  | 大地村、一色村 |
| 藩領   | 名古屋藩・犬山藩 | 12村 | 入鹿神尾新田、奥入鹿村、安楽寺村、河北村、下野村、岩手村、中般若村、和田勝佐村、古知野村、中奈良村、岩倉村、大山寺村 |
| 藩領   | 名古屋藩・今尾藩 | 1村  | 小口村 |
| その他 | 船頭給除地       | 1村  | ●犬山村 |
| その他 | 寺社領           | 1村  | 継鹿尾村 |

- 明治4年
  - 7月14日（1871年8月29日） - 廃藩置県により、名古屋県、犬山県、今尾県の管轄となる。
  - 11月22日（1872年1月2日） - 第1次府県統合により、全域が名古屋県の管轄となる。
- 明治5年
  - 4月2日（1872年5月8日） - 愛知県の管轄となる。
  - 犬山村が改称して稲置村となる。
- 明治初年 - 重吉村新田が重吉村に合併（131村）
- 明治8年（1875年） - 岩手村・北山名村が合併して山那村となる。（130村）
- 明治11年（1878年）12月20日 - 郡区町村編制法の愛知県での施行により、行政区画としての丹羽郡が発足。「丹羽葉栗郡役所」が小折村に設置され、葉栗郡とともに管轄。同年、以下の各村の統合等が行われる。（106村）
  - 学伝村 ← 楽田村、楽田入鹿原新田、楽田新田、二之宮村
  - 高雄村 ← 下野原新田、羽根村、下野村
  - 両高屋村 ← 高屋村、北高屋村
  - 秋田村 ← 伝右衛門新田、八左衛門新田、長桜村、宗雲新田、長桜替地新田
  - 豊田村 ← 三右衛門新田、又助新田、九郎右衛門新田、御供所村、小折田郷新田、小折田新田
  - 加茂村 ← 花地村、熊代村
  - 春明村 ← 下奈良村、下奈良村酉新田
  - 前原村 ← 前原新田、南野新田
  - 池野村 ← 富士村、入鹿神尾新田、奥入鹿村、安楽寺村
  - 清右衛門新田が小口村に、丸山新田が稲置村に、橋爪新田が五郎丸村に、十吉新田が羽黒村にそれぞれ合併。
  - 羽根村が改称して浅野羽根村となる。
  - 小折村の一部が分立して布袋野村となる。

### 町村制以降の沿革
- 明治22年（1889年）10月1日 - 町村制の施行により、下記の町村が発足。（1町37村）

- 犬山町（稲置村が単独町制。現・犬山市）
- 小折村 ← 小折村、五明村、曽本村、布袋野村（現・江南市）
- 秋津村 ← 寄木村、安良村、山王村、北野村、石枕村、尾崎村、今市場村、力長村、東大海道村（現・江南市）
- 太田村 ← 豊田村、秋田村、大屋敷村（現・大口町）
- 小口村 ← 小口村、余野村（現・大口町）
- 富成村 ← 河北村、外坪村（現・大口町）
- 楽田村（学伝村が単独村制。現・犬山市）
- 羽黒村 ← 羽黒村、羽黒新田（現・犬山市）
- 岩田村 ← 前原村、塔ノ地村（現・犬山市）
- 今井村 ← 今井村、池野村（現・犬山市）
- 善師野村 ← 富岡村、善師野村、栗栖村、継鹿尾村（現・犬山市）
- 岩橋村 ← 橋爪村、五郎丸村（現・犬山市）
- 高雄村 ← 高雄村（現・扶桑町）、木津村、上野村（現・犬山市）
- 山名村 ← 山那村、南山名村（現・扶桑町）
- 和勝村 ← 和田勝佐村、中般若村、下般若村（現・江南市）
- 豊国村 ← 斎藤村、高木村（現・扶桑町）
- 柏森村（単独村制。現・扶桑町）
- 旭村 ← 宮後村、山尻村、前野村、江森村（現・江南市）
- 両高屋村、古知野村（それぞれ単独村制。現・江南市）
- 栄村 ← 木賀村、赤童子村、中奈良村（現・江南市）
- 東野村（単独村制。現・江南市）
- 豊原村 ← 瀬部村（現・一宮市）、島宮村、上奈良村（現・江南市）
- 時之島村（単独村制。現・一宮市）
- 赤羽村 ← 大赤見村、丹羽村、柚木颪村、小赤見村（現・一宮市）
- 穂波村 ← 西大海道村、春明村、定水寺村（現・一宮市）
- 浮野村 ← 一色村、浮野村、加茂村、勝栗村（現・一宮市）
- 青木村 ← 佐野村、天摩村、穂積塚本村（現・一宮市）
- 浅淵村 ← 浅野村、南小淵村、北小淵村（現・一宮市）
- 多加森村 ← 猿海道村、多加木村、森本村、馬見塚村、吾鬘村（現・一宮市）
- 三重島村 ← 三ツ井村、外崎村、重吉村、平島村（現・一宮市）
- 九日市場村（単独村制。現・一宮市）
- 二川村 ← 伝法寺村、五日市場村（現・一宮市）
- 島野村 ← 北島村、野寄村（現・岩倉市）
- 豊秋村 ← 大地村、曽野村、岩倉羽根村、大山寺村、川井村（現・岩倉市）
- 岩倉村（単独村制。現・岩倉市）
- 豊富村 ← 町屋村、小山村、塩尻村、浅野羽根村（現・一宮市）
- 幼村 ← 石仏村、神野村、八剱村、井上村（現・岩倉市）、加納馬場村、芝原村（現・一宮市）

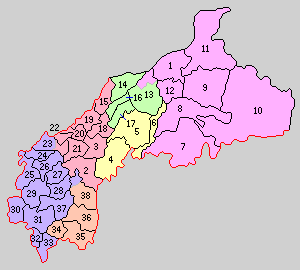
1.犬山町 2.小折村 3.秋津村 4.太田村 5.小口村 6.富成村 7.楽田村 8.羽黒村 9.岩田村 10.今井村 11.善師野村 12.岩橋村 13.高雄村 14.山名村 15.和勝村 16.豊国村 17.柏森村 18.旭村 19.両高屋村 20.古知野村 21.栄村 22.東野村 23.豊原村 24.時之島村 25.赤羽村 26.穂波村 27.浮野村 28.青木村 29.浅淵村 30.多加森村 31.三重島村 32.九日市場村 33.二川村 34.島野村 35.豊秋村 36.岩倉村 37.豊富村 38.幼村（紫：一宮市 桃：犬山市 赤：江南市 橙：岩倉市 黄：大口町 緑：扶桑町）

- 明治23年（1890年）10月6日 - 今井村が分割し、池野村・今井村がそれぞれ発足。（1町38村）
- 明治24年（1891年）4月1日 - 郡制を施行。
- 明治25年（1892年）4月18日 - 岩倉村が町制施行して岩倉町となる。（2町37村）
- 明治26年（1893年）11月18日 - 豊原村の一部（島宮・上奈良）が東野村に編入。
- 明治27年（1894年）11月26日 - 小折村が町制施行・改称して布袋町となる。（3町36村）
- 明治28年（1895年）8月19日 - 小口村の一部（余野）が柏森村に編入。
- 明治29年（1896年）
  - 11月2日 - 古知野村が町制施行して古知野町となる。（4町35村）
  - 11月30日 - 豊原村が改称して瀬部村となる。
- 明治39年（1906年）
  - 5月1日 - 以下の町村の統合が行われる。布袋町は編入合併、そのほかは新設合併。（4町24村）
    - 古知野町 ← 古知野町、東野村、和勝村、旭村、両高屋村、秋津村［山王・北野・石枕・尾崎］、栄村［赤童子］
    - 布袋町 ← 布袋町、秋津村［東大海道・今市場・力長・安良・寄木］、栄村［木賀・中奈良］
    - 千秋村 ← 豊富村、青木村、浮野村、幼村［加納馬場・芝原］
    - 岩倉町 ← 豊秋村・島野村・岩倉町・幼村［八剱・井上・石仏・神野］

  - 7月1日 - 以下の各村の統合が行われる。いずれも新設合併。（4町17村）
    - 丹陽村 ← 九日市場村、二川村、三重島村、多加森村
    - 西成村 ← 浅淵村、赤羽村、穂波村、時之島村、瀬部村

  - 10月1日 - 以下の町村の統合が行われる。いずれも新設合併。（4町9村）
    - 犬山町 ← 犬山町、岩橋村、高雄村［上野・木津］
    - 扶桑村 ← 高雄村［高雄］、山名村、豊国村、柏森村［柏森］
    - 大口村 ← 柏森村［余野］、小口村、富成村、太田村
    - 城東村 ← 善師野村、岩田村、今井村
- 明治40年（1907年）- 丹陽村の一部（大字馬見塚）が西成村に編入。
- 大正12年（1923年）4月1日 - 郡会が廃止。郡役所は存続。
- 大正15年（1926年）7月1日 - 郡役所が廃止。以降は地域区分名称となる。
- 昭和15年（1940年）9月20日 - 西成村が一宮市に編入。（4町8村）
- 昭和27年（1952年）8月1日 - 扶桑村が町制施行して扶桑町となる。（5町7村）
- 昭和29年（1954年）
  - 4月1日 - 犬山町・城東村・池野村・羽黒村・楽田村が合併して犬山市が発足し、郡より離脱。（4町3村）
  - 6月1日 - 布袋町・古知野町が葉栗郡宮田町・草井村と合併して江南市が発足し、郡より離脱。（2町3村）
- 昭和30年（1955年）
  - 1月1日 - 丹陽村が一宮市に編入。（2町2村）
  - 4月7日 - 千秋村が一宮市に編入。（2町1村）
- 昭和37年（1962年）4月1日 - 大口村が町制施行して大口町となる。（3町）
- 昭和46年（1971年）12月1日 - 岩倉町が市制施行して岩倉市が発足し、郡より離脱。（2町）

### 変遷表
| 明治22年以前   | 明治22年以前 | 明治22年以前 | 明治22年 10月1日 町村制施行 | 明治22年 - 明治33年                | 明治34年 - 大正15年          | 明治34年 - 大正15年          | 昭和元年 - 昭和64年                | 平成元年 - 現在 | 現在   |
| -------------- | ------------ | ------------ | --------------------------- | ---------------------------------- | ---------------------------- | ---------------------------- | ---------------------------------- | --------------- | ------ |
| 河北村         | 河北村       | 河北村       | 富成村                      | 富成村                             | 明治39年10月1日 合併 大口村  | 明治39年10月1日 合併 大口村  | 昭和46年12月1日 町制 大口町        | 大口町          | 大口町 |
| 外坪村         |              |              | 富成村                      | 富成村                             | 明治39年10月1日 合併 大口村  | 明治39年10月1日 合併 大口村  | 昭和46年12月1日 町制 大口町        | 大口町          | 大口町 |
| 大屋敷村       | 大屋敷村     | 大屋敷村     | 太田村                      | 太田村                             | 明治39年10月1日 合併 大口村  | 明治39年10月1日 合併 大口村  | 昭和46年12月1日 町制 大口町        | 大口町          | 大口町 |
| 御供所村       | 御供所村     | 豊田村       | 太田村                      | 太田村                             | 明治39年10月1日 合併 大口村  | 明治39年10月1日 合併 大口村  | 昭和46年12月1日 町制 大口町        | 大口町          | 大口町 |
| 小折田新田     |              | 豊田村       | 太田村                      | 太田村                             | 明治39年10月1日 合併 大口村  | 明治39年10月1日 合併 大口村  | 昭和46年12月1日 町制 大口町        | 大口町          | 大口町 |
| 小折田郷新田   |              | 豊田村       | 太田村                      | 太田村                             | 明治39年10月1日 合併 大口村  | 明治39年10月1日 合併 大口村  | 昭和46年12月1日 町制 大口町        | 大口町          | 大口町 |
| 九郎右衛門新田 |              | 豊田村       | 太田村                      | 太田村                             | 明治39年10月1日 合併 大口村  | 明治39年10月1日 合併 大口村  | 昭和46年12月1日 町制 大口町        | 大口町          | 大口町 |
| 三右衛門新田   |              | 豊田村       | 太田村                      | 太田村                             | 明治39年10月1日 合併 大口村  | 明治39年10月1日 合併 大口村  | 昭和46年12月1日 町制 大口町        | 大口町          | 大口町 |
| 又助新田       |              | 豊田村       | 太田村                      | 太田村                             | 明治39年10月1日 合併 大口村  | 明治39年10月1日 合併 大口村  | 昭和46年12月1日 町制 大口町        | 大口町          | 大口町 |
| 長桜村         | 長桜村       | 秋田村       | 太田村                      | 太田村                             | 明治39年10月1日 合併 大口村  | 明治39年10月1日 合併 大口村  | 昭和46年12月1日 町制 大口町        | 大口町          | 大口町 |
| 長桜替地新田   |              | 秋田村       | 太田村                      | 太田村                             | 明治39年10月1日 合併 大口村  | 明治39年10月1日 合併 大口村  | 昭和46年12月1日 町制 大口町        | 大口町          | 大口町 |
| 宗雲新田       |              | 秋田村       | 太田村                      | 太田村                             | 明治39年10月1日 合併 大口村  | 明治39年10月1日 合併 大口村  | 昭和46年12月1日 町制 大口町        | 大口町          | 大口町 |
| 伝右衛門新田   |              | 秋田村       | 太田村                      | 太田村                             | 明治39年10月1日 合併 大口村  | 明治39年10月1日 合併 大口村  | 昭和46年12月1日 町制 大口町        | 大口町          | 大口町 |
| 八左衛門新田   |              | 秋田村       | 太田村                      | 太田村                             | 明治39年10月1日 合併 大口村  | 明治39年10月1日 合併 大口村  | 昭和46年12月1日 町制 大口町        | 大口町          | 大口町 |
| 小口村         | 小口村       | 小口村       | 小口村                      | 小口村                             | 明治39年10月1日 合併 大口村  | 明治39年10月1日 合併 大口村  | 昭和46年12月1日 町制 大口町        | 大口町          | 大口町 |
| 清右衛門新田   |              | 小口村       | 小口村                      | 小口村                             | 明治39年10月1日 合併 大口村  | 明治39年10月1日 合併 大口村  | 昭和46年12月1日 町制 大口町        | 大口町          | 大口町 |
| 余野村         | 余野村       | 余野村       | 小口村                      | 明治28年8月19日 柏森村に編入       | 明治39年10月1日 合併 大口村  | 明治39年10月1日 合併 大口村  | 昭和46年12月1日 町制 大口町        | 大口町          | 大口町 |
| 柏森村         | 柏森村       | 柏森村       | 柏森村                      | 柏森村                             | 明治39年10月1日 合併 扶桑村  | 明治39年10月1日 合併 扶桑村  | 昭和27年8月1日 町制 扶桑町         | 扶桑町          | 扶桑町 |
| 北山名村       | 山那村       | 山那村       | 山名村                      | 山名村                             | 明治39年10月1日 合併 扶桑村  | 明治39年10月1日 合併 扶桑村  | 昭和27年8月1日 町制 扶桑町         | 扶桑町          | 扶桑町 |
| 岩手村         | 山那村       | 山那村       | 山名村                      | 山名村                             | 明治39年10月1日 合併 扶桑村  | 明治39年10月1日 合併 扶桑村  | 昭和27年8月1日 町制 扶桑町         | 扶桑町          | 扶桑町 |
| 南山名村       |              |              | 山名村                      | 山名村                             | 明治39年10月1日 合併 扶桑村  | 明治39年10月1日 合併 扶桑村  | 昭和27年8月1日 町制 扶桑町         | 扶桑町          | 扶桑町 |
| 斎藤村         | 斎藤村       | 斎藤村       | 豊国村                      | 豊国村                             | 明治39年10月1日 合併 扶桑村  | 明治39年10月1日 合併 扶桑村  | 昭和27年8月1日 町制 扶桑町         | 扶桑町          | 扶桑町 |
| 高木村         |              |              | 豊国村                      | 豊国村                             | 明治39年10月1日 合併 扶桑村  | 明治39年10月1日 合併 扶桑村  | 昭和27年8月1日 町制 扶桑町         | 扶桑町          | 扶桑町 |
| 羽根村         | 羽根村       | 高雄村       | 高雄村                      | 高雄村                             | 明治39年10月1日 合併 扶桑村  | 明治39年10月1日 合併 扶桑村  | 昭和27年8月1日 町制 扶桑町         | 扶桑町          | 扶桑町 |
| 下野村         |              | 高雄村       | 高雄村                      | 高雄村                             | 明治39年10月1日 合併 扶桑村  | 明治39年10月1日 合併 扶桑村  | 昭和27年8月1日 町制 扶桑町         | 扶桑町          | 扶桑町 |
| 下野原新田     |              | 高雄村       | 高雄村                      | 高雄村                             | 明治39年10月1日 合併 扶桑村  | 明治39年10月1日 合併 扶桑村  | 昭和27年8月1日 町制 扶桑町         | 扶桑町          | 扶桑町 |
| 上野村         | 上野村       | 上野村       | 高雄村                      | 高雄村                             | 明治39年10月1日 合併 犬山町  | 明治39年10月1日 合併 犬山町  | 昭和29年4月1日 合併 犬山市         | 犬山市          | 犬山市 |
| 木津村         |              |              | 高雄村                      | 高雄村                             | 明治39年10月1日 合併 犬山町  | 明治39年10月1日 合併 犬山町  | 昭和29年4月1日 合併 犬山市         | 犬山市          | 犬山市 |
| 犬山村         | 稲置村       | 稲置村       | 犬山町                      | 犬山町                             | 明治39年10月1日 合併 犬山町  | 明治39年10月1日 合併 犬山町  | 昭和29年4月1日 合併 犬山市         | 犬山市          | 犬山市 |
| 丸山新田       |              | 稲置村       | 犬山町                      | 犬山町                             | 明治39年10月1日 合併 犬山町  | 明治39年10月1日 合併 犬山町  | 昭和29年4月1日 合併 犬山市         | 犬山市          | 犬山市 |
| 橋爪村         | 橋爪村       | 橋爪村       | 岩橋村                      | 岩橋村                             | 明治39年10月1日 合併 犬山町  | 明治39年10月1日 合併 犬山町  | 昭和29年4月1日 合併 犬山市         | 犬山市          | 犬山市 |
| 五郎丸村       | 五郎丸村     | 五郎丸村     | 岩橋村                      | 岩橋村                             | 明治39年10月1日 合併 犬山町  | 明治39年10月1日 合併 犬山町  | 昭和29年4月1日 合併 犬山市         | 犬山市          | 犬山市 |
| 橋爪新田       |              | 五郎丸村     | 岩橋村                      | 岩橋村                             | 明治39年10月1日 合併 犬山町  | 明治39年10月1日 合併 犬山町  | 昭和29年4月1日 合併 犬山市         | 犬山市          | 犬山市 |
| 善師野村       | 善師野村     | 善師野村     | 善師野村                    | 善師野村                           | 明治39年10月1日 合併 城東村  | 明治39年10月1日 合併 城東村  | 昭和29年4月1日 合併 犬山市         | 犬山市          | 犬山市 |
| 富岡村         |              |              | 善師野村                    | 善師野村                           | 明治39年10月1日 合併 城東村  | 明治39年10月1日 合併 城東村  | 昭和29年4月1日 合併 犬山市         | 犬山市          | 犬山市 |
| 栗栖村         |              |              | 善師野村                    | 善師野村                           | 明治39年10月1日 合併 城東村  | 明治39年10月1日 合併 城東村  | 昭和29年4月1日 合併 犬山市         | 犬山市          | 犬山市 |
| 継鹿尾村       |              |              | 善師野村                    | 善師野村                           | 明治39年10月1日 合併 城東村  | 明治39年10月1日 合併 城東村  | 昭和29年4月1日 合併 犬山市         | 犬山市          | 犬山市 |
| 塔之地村       | 塔之地村     | 塔之地村     | 岩田村                      | 岩田村                             | 明治39年10月1日 合併 城東村  | 明治39年10月1日 合併 城東村  | 昭和29年4月1日 合併 犬山市         | 犬山市          | 犬山市 |
| 前原新田       | 前原新田     | 前原村       | 岩田村                      | 岩田村                             | 明治39年10月1日 合併 城東村  | 明治39年10月1日 合併 城東村  | 昭和29年4月1日 合併 犬山市         | 犬山市          | 犬山市 |
| 南野新田       |              | 前原村       | 岩田村                      | 岩田村                             | 明治39年10月1日 合併 城東村  | 明治39年10月1日 合併 城東村  | 昭和29年4月1日 合併 犬山市         | 犬山市          | 犬山市 |
| 今井村         | 今井村       | 今井村       | 今井村                      | 今井村                             | 明治39年10月1日 合併 城東村  | 明治39年10月1日 合併 城東村  | 昭和29年4月1日 合併 犬山市         | 犬山市          | 犬山市 |
| 富士村         | 富士村       | 池野村       | 今井村                      | 明治23年10月6日 分立 池野村        | 池野村                       | 池野村                       | 昭和29年4月1日 合併 犬山市         | 犬山市          | 犬山市 |
| 安楽寺村       |              | 池野村       | 今井村                      | 明治23年10月6日 分立 池野村        | 池野村                       | 池野村                       | 昭和29年4月1日 合併 犬山市         | 犬山市          | 犬山市 |
| 奥入鹿村       |              | 池野村       | 今井村                      | 明治23年10月6日 分立 池野村        | 池野村                       | 池野村                       | 昭和29年4月1日 合併 犬山市         | 犬山市          | 犬山市 |
| 入鹿神尾新田   |              | 池野村       | 今井村                      | 明治23年10月6日 分立 池野村        | 池野村                       | 池野村                       | 昭和29年4月1日 合併 犬山市         | 犬山市          | 犬山市 |
| 羽黒村         | 羽黒村       | 羽黒村       | 羽黒村                      | 羽黒村                             | 羽黒村                       | 羽黒村                       | 昭和29年4月1日 合併 犬山市         | 犬山市          | 犬山市 |
| 十吉新田       |              | 羽黒村       | 羽黒村                      | 羽黒村                             | 羽黒村                       | 羽黒村                       | 昭和29年4月1日 合併 犬山市         | 犬山市          | 犬山市 |
| 羽黒新田       |              |              | 羽黒村                      | 羽黒村                             | 羽黒村                       | 羽黒村                       | 昭和29年4月1日 合併 犬山市         | 犬山市          | 犬山市 |
| 楽田村         | 楽田村       | 学伝村       | 楽田村                      | 楽田村                             | 楽田村                       | 楽田村                       | 昭和29年4月1日 合併 犬山市         | 犬山市          | 犬山市 |
| 楽田入鹿原新田 |              | 学伝村       | 楽田村                      | 楽田村                             | 楽田村                       | 楽田村                       | 昭和29年4月1日 合併 犬山市         | 犬山市          | 犬山市 |
| 楽田新田       |              | 学伝村       | 楽田村                      | 楽田村                             | 楽田村                       | 楽田村                       | 昭和29年4月1日 合併 犬山市         | 犬山市          | 犬山市 |
| 二之宮村       |              | 学伝村       | 楽田村                      | 楽田村                             | 楽田村                       | 楽田村                       | 昭和29年4月1日 合併 犬山市         | 犬山市          | 犬山市 |
| 岩倉村         | 岩倉村       | 岩倉村       | 岩倉村                      | 明治25年4月18日 町制 岩倉町        | 明治39年5月1日 合併 岩倉町   | 明治39年5月1日 合併 岩倉町   | 昭和46年12月1日 市制 岩倉市        | 岩倉市          | 岩倉市 |
| 岩倉羽根村     |              |              | 岩倉村                      | 明治25年4月18日 町制 岩倉町        | 明治39年5月1日 合併 岩倉町   | 明治39年5月1日 合併 岩倉町   | 昭和46年12月1日 市制 岩倉市        | 岩倉市          | 岩倉市 |
| 川井村         | 川井村       | 川井村       | 豊秋村                      | 豊秋村                             | 明治39年5月1日 合併 岩倉町   | 明治39年5月1日 合併 岩倉町   | 昭和46年12月1日 市制 岩倉市        | 岩倉市          | 岩倉市 |
| 大地村         |              |              | 豊秋村                      | 豊秋村                             | 明治39年5月1日 合併 岩倉町   | 明治39年5月1日 合併 岩倉町   | 昭和46年12月1日 市制 岩倉市        | 岩倉市          | 岩倉市 |
| 曽野村         |              |              | 豊秋村                      | 豊秋村                             | 明治39年5月1日 合併 岩倉町   | 明治39年5月1日 合併 岩倉町   | 昭和46年12月1日 市制 岩倉市        | 岩倉市          | 岩倉市 |
| 大山寺村       |              |              | 豊秋村                      | 豊秋村                             | 明治39年5月1日 合併 岩倉町   | 明治39年5月1日 合併 岩倉町   | 昭和46年12月1日 市制 岩倉市        | 岩倉市          | 岩倉市 |
| 北島村         | 北島村       | 北島村       | 島野村                      | 島野村                             | 明治39年5月1日 合併 岩倉町   | 明治39年5月1日 合併 岩倉町   | 昭和46年12月1日 市制 岩倉市        | 岩倉市          | 岩倉市 |
| 野寄村         |              |              | 島野村                      | 島野村                             | 明治39年5月1日 合併 岩倉町   | 明治39年5月1日 合併 岩倉町   | 昭和46年12月1日 市制 岩倉市        | 岩倉市          | 岩倉市 |
| 八劒村         | 八劒村       | 八劒村       | 幼村                        | 幼村                               | 明治39年5月1日 合併 岩倉町   | 明治39年5月1日 合併 岩倉町   | 昭和46年12月1日 市制 岩倉市        | 岩倉市          | 岩倉市 |
| 井上村         |              |              | 幼村                        | 幼村                               | 明治39年5月1日 合併 岩倉町   | 明治39年5月1日 合併 岩倉町   | 昭和46年12月1日 市制 岩倉市        | 岩倉市          | 岩倉市 |
| 石仏村         |              |              | 幼村                        | 幼村                               | 明治39年5月1日 合併 岩倉町   | 明治39年5月1日 合併 岩倉町   | 昭和46年12月1日 市制 岩倉市        | 岩倉市          | 岩倉市 |
| 神野村         |              |              | 幼村                        | 幼村                               | 明治39年5月1日 合併 岩倉町   | 明治39年5月1日 合併 岩倉町   | 昭和46年12月1日 市制 岩倉市        | 岩倉市          | 岩倉市 |
| 加納馬場村     | 加納馬場村   | 加納馬場村   | 幼村                        | 幼村                               | 明治39年5月1日 合併 千秋村   | 明治39年5月1日 合併 千秋村   | 昭和30年4月7日 一宮市に編入        | 一宮市 （一部） | 一宮市 |
| 芝原村         |              |              | 幼村                        | 幼村                               | 明治39年5月1日 合併 千秋村   | 明治39年5月1日 合併 千秋村   | 昭和30年4月7日 一宮市に編入        | 一宮市 （一部） | 一宮市 |
| 町屋村         | 町屋村       | 町屋村       | 豊富村                      | 豊富村                             | 明治39年5月1日 合併 千秋村   | 明治39年5月1日 合併 千秋村   | 昭和30年4月7日 一宮市に編入        | 一宮市 （一部） | 一宮市 |
| 羽根村         | 羽根村       | 浅野羽根村   | 豊富村                      | 豊富村                             | 明治39年5月1日 合併 千秋村   | 明治39年5月1日 合併 千秋村   | 昭和30年4月7日 一宮市に編入        | 一宮市 （一部） | 一宮市 |
| 小山村         |              |              | 豊富村                      | 豊富村                             | 明治39年5月1日 合併 千秋村   | 明治39年5月1日 合併 千秋村   | 昭和30年4月7日 一宮市に編入        | 一宮市 （一部） | 一宮市 |
| 塩尻村         |              |              | 豊富村                      | 豊富村                             | 明治39年5月1日 合併 千秋村   | 明治39年5月1日 合併 千秋村   | 昭和30年4月7日 一宮市に編入        | 一宮市 （一部） | 一宮市 |
| 佐野村         | 佐野村       | 佐野村       | 青木村                      | 青木村                             | 明治39年5月1日 合併 千秋村   | 明治39年5月1日 合併 千秋村   | 昭和30年4月7日 一宮市に編入        | 一宮市 （一部） | 一宮市 |
| 天摩村         |              |              | 青木村                      | 青木村                             | 明治39年5月1日 合併 千秋村   | 明治39年5月1日 合併 千秋村   | 昭和30年4月7日 一宮市に編入        | 一宮市 （一部） | 一宮市 |
| 穂積塚本村     |              |              | 青木村                      | 青木村                             | 明治39年5月1日 合併 千秋村   | 明治39年5月1日 合併 千秋村   | 昭和30年4月7日 一宮市に編入        | 一宮市 （一部） | 一宮市 |
| 浮野村         | 浮野村       | 浮野村       | 浮野村                      | 浮野村                             | 明治39年5月1日 合併 千秋村   | 明治39年5月1日 合併 千秋村   | 昭和30年4月7日 一宮市に編入        | 一宮市 （一部） | 一宮市 |
| 勝栗村         |              |              | 浮野村                      | 浮野村                             | 明治39年5月1日 合併 千秋村   | 明治39年5月1日 合併 千秋村   | 昭和30年4月7日 一宮市に編入        | 一宮市 （一部） | 一宮市 |
| 一色村         |              |              | 浮野村                      | 浮野村                             | 明治39年5月1日 合併 千秋村   | 明治39年5月1日 合併 千秋村   | 昭和30年4月7日 一宮市に編入        | 一宮市 （一部） | 一宮市 |
| 熊代村         | 熊代村       | 加茂村       | 浮野村                      | 浮野村                             | 明治39年5月1日 合併 千秋村   | 明治39年5月1日 合併 千秋村   | 昭和30年4月7日 一宮市に編入        | 一宮市 （一部） | 一宮市 |
| 花地村         |              | 加茂村       | 浮野村                      | 浮野村                             | 明治39年5月1日 合併 千秋村   | 明治39年5月1日 合併 千秋村   | 昭和30年4月7日 一宮市に編入        | 一宮市 （一部） | 一宮市 |
| 九日市場村     | 九日市場村   | 九日市場村   | 九日市場村                  | 九日市場村                         | 明治39年7月1日 合併 丹陽村   | 丹陽村                       | 昭和30年1月1日 一宮市に編入        | 一宮市 （一部） | 一宮市 |
| 五日市場村     | 五日市場村   | 五日市場村   | 二川村                      | 二川村                             | 明治39年7月1日 合併 丹陽村   | 丹陽村                       | 昭和30年1月1日 一宮市に編入        | 一宮市 （一部） | 一宮市 |
| 伝法寺村       |              |              | 二川村                      | 二川村                             | 明治39年7月1日 合併 丹陽村   | 丹陽村                       | 昭和30年1月1日 一宮市に編入        | 一宮市 （一部） | 一宮市 |
| 三ツ井村       | 三ツ井村     | 三ツ井村     | 三重島村                    | 三重島村                           | 明治39年7月1日 合併 丹陽村   | 丹陽村                       | 昭和30年1月1日 一宮市に編入        | 一宮市 （一部） | 一宮市 |
| 重吉村         |              |              | 三重島村                    | 三重島村                           | 明治39年7月1日 合併 丹陽村   | 丹陽村                       | 昭和30年1月1日 一宮市に編入        | 一宮市 （一部） | 一宮市 |
| 平島村         |              |              | 三重島村                    | 三重島村                           | 明治39年7月1日 合併 丹陽村   | 丹陽村                       | 昭和30年1月1日 一宮市に編入        | 一宮市 （一部） | 一宮市 |
| 外崎村         |              |              | 三重島村                    | 三重島村                           | 明治39年7月1日 合併 丹陽村   | 丹陽村                       | 昭和30年1月1日 一宮市に編入        | 一宮市 （一部） | 一宮市 |
| 多加木村       | 多加木村     | 多加木村     | 多加森村                    | 多加森村                           | 明治39年7月1日 合併 丹陽村   | 丹陽村                       | 昭和30年1月1日 一宮市に編入        | 一宮市 （一部） | 一宮市 |
| 森本村         |              |              | 多加森村                    | 多加森村                           | 明治39年7月1日 合併 丹陽村   | 丹陽村                       | 昭和30年1月1日 一宮市に編入        | 一宮市 （一部） | 一宮市 |
| 猿海道村       |              |              | 多加森村                    | 多加森村                           | 明治39年7月1日 合併 丹陽村   | 丹陽村                       | 昭和30年1月1日 一宮市に編入        | 一宮市 （一部） | 一宮市 |
| 吾鬘村         |              |              | 多加森村                    | 多加森村                           | 明治39年7月1日 合併 丹陽村   | 丹陽村                       | 昭和30年1月1日 一宮市に編入        | 一宮市 （一部） | 一宮市 |
| 馬見塚村       | 馬見塚村     | 馬見塚村     | 多加森村                    | 多加森村                           | 明治39年7月1日 合併 丹陽村   | 明治40年 西成村に編入        | 昭和15年9月20日 一宮市に編入       | 一宮市 （一部） | 一宮市 |
| 浅野村         | 浅野村       | 浅野村       | 浅渕村                      | 浅渕村                             | 明治39年7月1日 合併 西成村   | 明治39年7月1日 合併 西成村   | 昭和15年9月20日 一宮市に編入       | 一宮市 （一部） | 一宮市 |
| 北小渕村       |              |              | 浅渕村                      | 浅渕村                             | 明治39年7月1日 合併 西成村   | 明治39年7月1日 合併 西成村   | 昭和15年9月20日 一宮市に編入       | 一宮市 （一部） | 一宮市 |
| 南小渕村       |              |              | 浅渕村                      | 浅渕村                             | 明治39年7月1日 合併 西成村   | 明治39年7月1日 合併 西成村   | 昭和15年9月20日 一宮市に編入       | 一宮市 （一部） | 一宮市 |
| 大赤見村       | 大赤見村     | 大赤見村     | 赤羽村                      | 赤羽村                             | 明治39年7月1日 合併 西成村   | 明治39年7月1日 合併 西成村   | 昭和15年9月20日 一宮市に編入       | 一宮市 （一部） | 一宮市 |
| 小赤見村       |              |              | 赤羽村                      | 赤羽村                             | 明治39年7月1日 合併 西成村   | 明治39年7月1日 合併 西成村   | 昭和15年9月20日 一宮市に編入       | 一宮市 （一部） | 一宮市 |
| 丹羽村         |              |              | 赤羽村                      | 赤羽村                             | 明治39年7月1日 合併 西成村   | 明治39年7月1日 合併 西成村   | 昭和15年9月20日 一宮市に編入       | 一宮市 （一部） | 一宮市 |
| 柚木颪村       |              |              | 赤羽村                      | 赤羽村                             | 明治39年7月1日 合併 西成村   | 明治39年7月1日 合併 西成村   | 昭和15年9月20日 一宮市に編入       | 一宮市 （一部） | 一宮市 |
| 下奈良村       | 下奈良村     | 春明村       | 穂波村                      | 穂波村                             | 明治39年7月1日 合併 西成村   | 明治39年7月1日 合併 西成村   | 昭和15年9月20日 一宮市に編入       | 一宮市 （一部） | 一宮市 |
| 下奈良村酉新田 |              | 春明村       | 穂波村                      | 穂波村                             | 明治39年7月1日 合併 西成村   | 明治39年7月1日 合併 西成村   | 昭和15年9月20日 一宮市に編入       | 一宮市 （一部） | 一宮市 |
| 定水寺村       |              |              | 穂波村                      | 穂波村                             | 明治39年7月1日 合併 西成村   | 明治39年7月1日 合併 西成村   | 昭和15年9月20日 一宮市に編入       | 一宮市 （一部） | 一宮市 |
| 西大海道村     |              |              | 穂波村                      | 穂波村                             | 明治39年7月1日 合併 西成村   | 明治39年7月1日 合併 西成村   | 昭和15年9月20日 一宮市に編入       | 一宮市 （一部） | 一宮市 |
| 時之島村       | 時之島村     | 時之島村     | 時之島村                    | 時之島村                           | 明治39年7月1日 合併 西成村   | 明治39年7月1日 合併 西成村   | 昭和15年9月20日 一宮市に編入       | 一宮市 （一部） | 一宮市 |
| 瀬部村         | 瀬部村       | 瀬部村       | 豊原村                      | 明治29年11月18日 改称 瀬部村       | 明治39年7月1日 合併 西成村   | 明治39年7月1日 合併 西成村   | 昭和15年9月20日 一宮市に編入       | 一宮市 （一部） | 一宮市 |
| 上奈良村       | 上奈良村     | 上奈良村     | 豊原村                      | 明治26年11月30日 東野村に編入      | 明治39年5月1日 合併 古知野町 | 明治39年5月1日 合併 古知野町 | 昭和29年6月1日 合併 江南市（一部） | 江南市 （一部） | 江南市 |
| 島宮村         |              |              | 豊原村                      | 明治26年11月30日 東野村に編入      | 明治39年5月1日 合併 古知野町 | 明治39年5月1日 合併 古知野町 | 昭和29年6月1日 合併 江南市（一部） | 江南市 （一部） | 江南市 |
| 東野村         | 東野村       | 東野村       | 東野村                      | 東野村                             | 明治39年5月1日 合併 古知野町 | 明治39年5月1日 合併 古知野町 | 昭和29年6月1日 合併 江南市（一部） | 江南市 （一部） | 江南市 |
| 古知野村       | 古知野村     | 古知野村     | 古知野村                    | 明治29年11月3日 町制 古知野町      | 明治39年5月1日 合併 古知野町 | 明治39年5月1日 合併 古知野町 | 昭和29年6月1日 合併 江南市（一部） | 江南市 （一部） | 江南市 |
| 和田勝佐村     | 和田勝佐村   | 和田勝佐村   | 和勝村                      | 和勝村                             | 明治39年5月1日 合併 古知野町 | 明治39年5月1日 合併 古知野町 | 昭和29年6月1日 合併 江南市（一部） | 江南市 （一部） | 江南市 |
| 下般若村       |              |              | 和勝村                      | 和勝村                             | 明治39年5月1日 合併 古知野町 | 明治39年5月1日 合併 古知野町 | 昭和29年6月1日 合併 江南市（一部） | 江南市 （一部） | 江南市 |
| 中般若村       |              |              | 和勝村                      | 和勝村                             | 明治39年5月1日 合併 古知野町 | 明治39年5月1日 合併 古知野町 | 昭和29年6月1日 合併 江南市（一部） | 江南市 （一部） | 江南市 |
| 宮後村         | 宮後村       | 宮後村       | 旭村                        | 旭村                               | 明治39年5月1日 合併 古知野町 | 明治39年5月1日 合併 古知野町 | 昭和29年6月1日 合併 江南市（一部） | 江南市 （一部） | 江南市 |
| 前野村         |              |              | 旭村                        | 旭村                               | 明治39年5月1日 合併 古知野町 | 明治39年5月1日 合併 古知野町 | 昭和29年6月1日 合併 江南市（一部） | 江南市 （一部） | 江南市 |
| 江森村         |              |              | 旭村                        | 旭村                               | 明治39年5月1日 合併 古知野町 | 明治39年5月1日 合併 古知野町 | 昭和29年6月1日 合併 江南市（一部） | 江南市 （一部） | 江南市 |
| 山尻村         |              |              | 旭村                        | 旭村                               | 明治39年5月1日 合併 古知野町 | 明治39年5月1日 合併 古知野町 | 昭和29年6月1日 合併 江南市（一部） | 江南市 （一部） | 江南市 |
| 高屋村         | 高屋村       | 両高屋村     | 両高屋村                    | 両高屋村                           | 明治39年5月1日 合併 古知野町 | 明治39年5月1日 合併 古知野町 | 昭和29年6月1日 合併 江南市（一部） | 江南市 （一部） | 江南市 |
| 北高屋村       |              | 両高屋村     | 両高屋村                    | 両高屋村                           | 明治39年5月1日 合併 古知野町 | 明治39年5月1日 合併 古知野町 | 昭和29年6月1日 合併 江南市（一部） | 江南市 （一部） | 江南市 |
| 赤童子村       | 赤童子村     | 赤童子村     | 栄村                        | 栄村                               | 明治39年5月1日 合併 古知野町 | 明治39年5月1日 合併 古知野町 | 昭和29年6月1日 合併 江南市（一部） | 江南市 （一部） | 江南市 |
| 木賀村         | 木賀村       | 木賀村       | 栄村                        | 栄村                               | 明治39年5月1日 布袋町に編入  | 布袋町                       | 昭和29年6月1日 合併 江南市（一部） | 江南市 （一部） | 江南市 |
| 中奈良村       |              |              | 栄村                        | 栄村                               | 明治39年5月1日 布袋町に編入  | 布袋町                       | 昭和29年6月1日 合併 江南市（一部） | 江南市 （一部） | 江南市 |
| 小折村         | 小折村       | 小折村       | 小折村                      | 明治27年11月26日 町制・改称 布袋町 | 布袋町                       | 布袋町                       | 昭和29年6月1日 合併 江南市（一部） | 江南市 （一部） | 江南市 |
| 小折村         | 小折村       | 布袋野村     | 小折村                      | 明治27年11月26日 町制・改称 布袋町 | 布袋町                       | 布袋町                       | 昭和29年6月1日 合併 江南市（一部） | 江南市 （一部） | 江南市 |
| 五明村         |              |              | 小折村                      | 明治27年11月26日 町制・改称 布袋町 | 布袋町                       | 布袋町                       | 昭和29年6月1日 合併 江南市（一部） | 江南市 （一部） | 江南市 |
| 曽本村         |              |              | 小折村                      | 明治27年11月26日 町制・改称 布袋町 | 布袋町                       | 布袋町                       | 昭和29年6月1日 合併 江南市（一部） | 江南市 （一部） | 江南市 |
| 東大海道村     | 東大海道村   | 東大海道村   | 秋津村                      | 秋津村                             | 明治39年5月1日 布袋町に編入  | 布袋町                       | 昭和29年6月1日 合併 江南市（一部） | 江南市 （一部） | 江南市 |
| 今市場村       |              |              | 秋津村                      | 秋津村                             | 明治39年5月1日 布袋町に編入  | 布袋町                       | 昭和29年6月1日 合併 江南市（一部） | 江南市 （一部） | 江南市 |
| 力長村         |              |              | 秋津村                      | 秋津村                             | 明治39年5月1日 布袋町に編入  | 布袋町                       | 昭和29年6月1日 合併 江南市（一部） | 江南市 （一部） | 江南市 |
| 安良村         |              |              | 秋津村                      | 秋津村                             | 明治39年5月1日 布袋町に編入  | 布袋町                       | 昭和29年6月1日 合併 江南市（一部） | 江南市 （一部） | 江南市 |
| 寄木村         |              |              | 秋津村                      | 秋津村                             | 明治39年5月1日 布袋町に編入  | 布袋町                       | 昭和29年6月1日 合併 江南市（一部） | 江南市 （一部） | 江南市 |
| 山王村         | 山王村       | 山王村       | 秋津村                      | 秋津村                             | 明治39年5月1日 合併 古知野町 | 明治39年5月1日 合併 古知野町 | 昭和29年6月1日 合併 江南市（一部） | 江南市 （一部） | 江南市 |
| 北野村         |              |              | 秋津村                      | 秋津村                             | 明治39年5月1日 合併 古知野町 | 明治39年5月1日 合併 古知野町 | 昭和29年6月1日 合併 江南市（一部） | 江南市 （一部） | 江南市 |
| 石枕村         |              |              | 秋津村                      | 秋津村                             | 明治39年5月1日 合併 古知野町 | 明治39年5月1日 合併 古知野町 | 昭和29年6月1日 合併 江南市（一部） | 江南市 （一部） | 江南市 |
| 尾崎村         |              |              | 秋津村                      | 秋津村                             | 明治39年5月1日 合併 古知野町 | 明治39年5月1日 合併 古知野町 | 昭和29年6月1日 合併 江南市（一部） | 江南市 （一部） | 江南市 |

## 行政
丹羽・葉栗郡長
| 代 | 氏名 | 就任年月日                 | 退任年月日                | 備考                   |
| -- | ---- | -------------------------- | ------------------------- | ---------------------- |
| 1  |      | 明治11年（1878年）12月20日 |                           |                        |
|    |      |                            | 大正15年（1926年）6月30日 | 郡役所廃止により、廃官 |